# FVWM
F虚拟窗口管理器（F Virtual Window Manager）是一个X窗口系统的虚拟窗口管理器。最初是twm的派生者，FVWM已经演化成了类Unix系统的强力的和高度可配置的环境。

## 历史

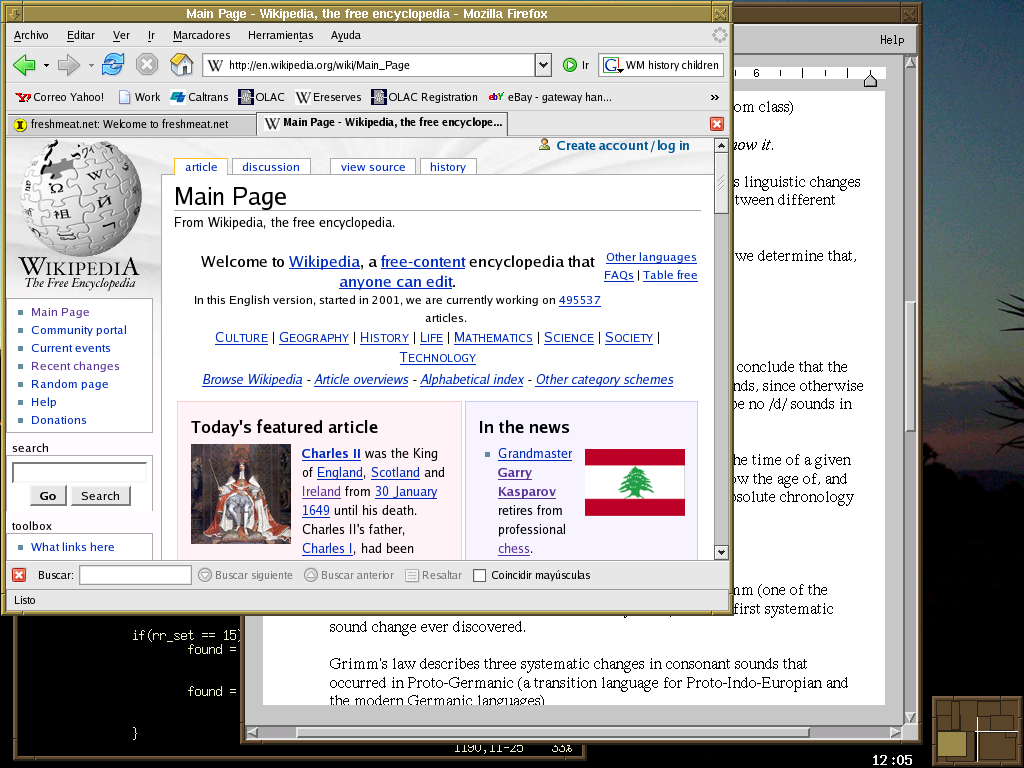
FVWM 1.24

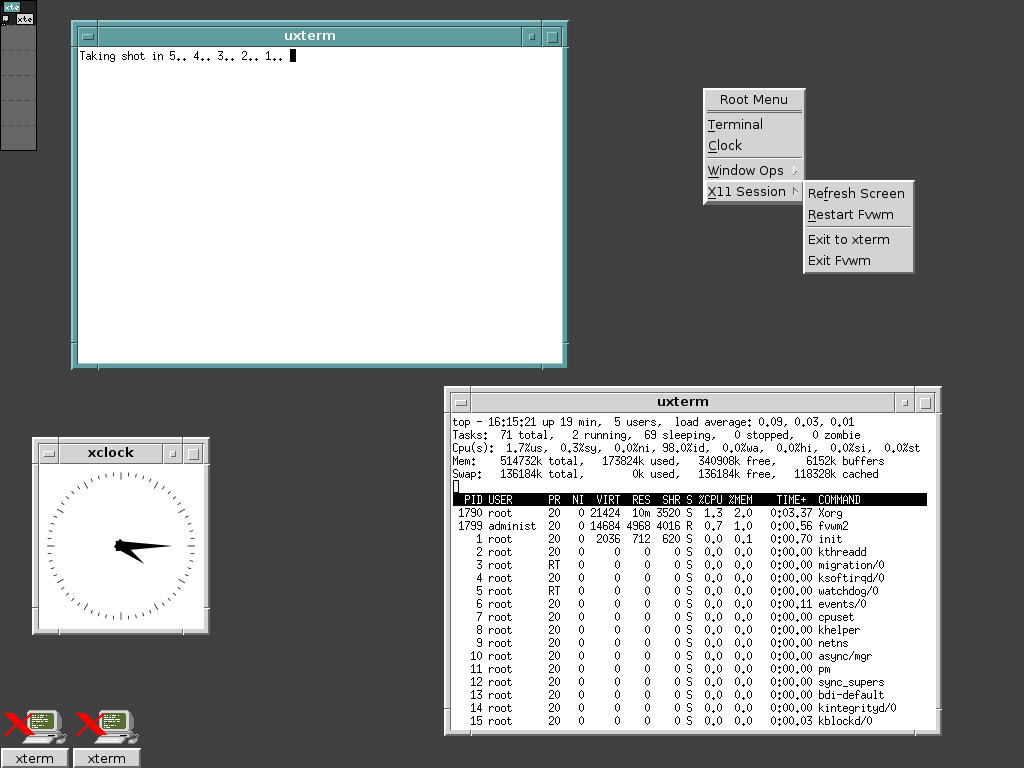
FVWM模仿MWM

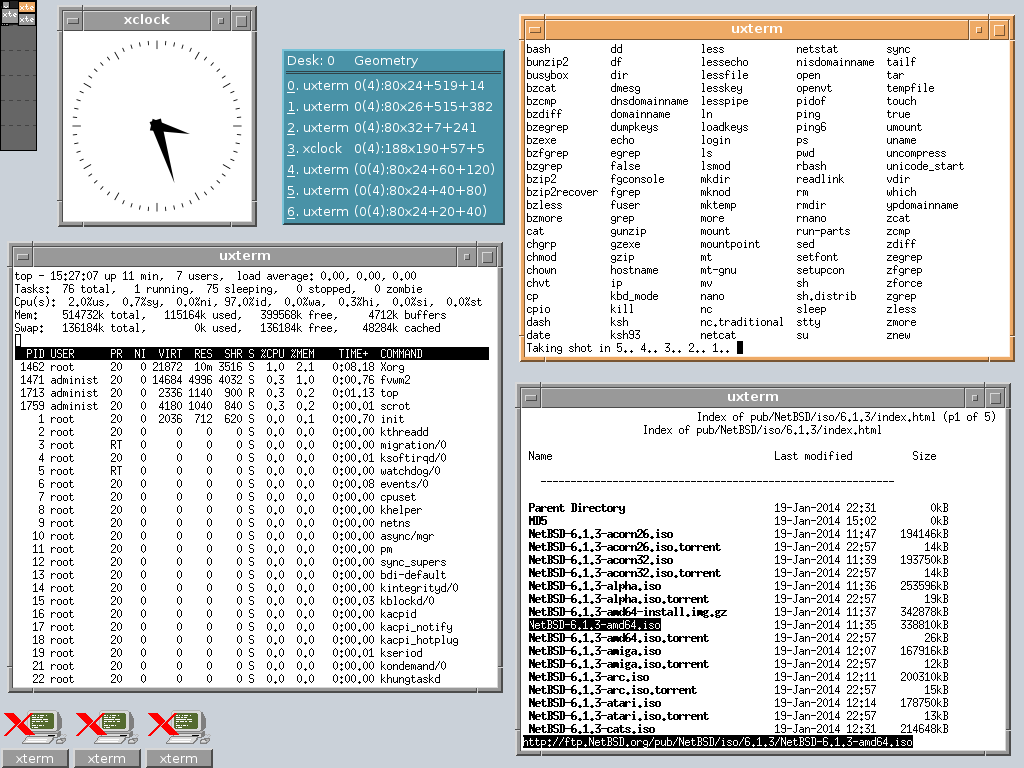
FVWM模仿CDE

在1993年，Robert Nation在他为美国国防部分析声波标记图的工作中，开始研究twm并意图同时缩减内存使用和增加对虚拟桌面的支持。
已经知名于他的rxvt终端模拟器，Nation致力于缩减他的新窗口管理器的内存消耗。在1993年6月1日，他决定要测试FVWM的接受度，将它绑定到rxvt发行中。
在1994年Rob Nation停止了开发FVWM并让Charles Hines成为维护者。Rob Nation最后发行的FVWM是fvwm-1.24r。Rob Nation之后的FVWM版本使用了不同的配置文件格式并且有着显著不同的体系。因此，很多Linux发布将fvwm-1.24r和后来的FVWM发行二者作为分立的程序发布。在2009年的时候，fvwm-1.24r仍可以在现代Linux系统上编译并运行而没有任何问题。少量用户继续使用这个旧FVWM发行。在1998年后期FVWM维护者的职务被废弃了，而进一步的开发已经由一组志愿者来实施。
很多开发者已经在FVWM上建立了自己的项目，用来从多年的改进和开发中获益。很多今天使用的流行的窗口管理器都与FVWM有关系：Afterstep、Xfce、Enlightenment、Metisse等等。

### 名称起源
最初FVWM表示Feeble虚拟窗口管理器，它是Robert Nation于1997年在Linux Journal对他的采访中明确提出的，他声称选择这个名字是因为最初发行几乎没有用户可选择的特征，所以它实际上是虚弱的。但是在Chuck Hines维护官方的FVWM常见问题时，Chuck从未同意这个虚弱释义，并向FAQ增加了F的替代的可能含义。

## 特征
FVWM的很多特征可以在运行时间或编译时间弃用，或动态的用于特定窗口，或作为模块装载和卸装，甚至还有很多其他可能性。没有刚性的特征，FVWM不指定用户的桌面如何工作或看起来像什么，它提供配置桌面如何工作、看起来是什么样子，并有用户预期方式的行为的各种机制。

## 引用
1. ↑  . 2022年10月20日  [2022年11月13日].
2. ↑  . Cvsweb.openbsd.org.   [7 October 2017].
3. 1 2  . Linuxjournal.com.   [7 October 2017]. （原始内容存档于2020-01-23）.
4. ↑  .   [2020-09-05]. （原始内容存档于2011-05-16）.